# Alfonso de Valladolid
Abner de Burgos (1270–1347) est un philosophe juif aristotélicien, par la suite converti au christianisme sous le nom d'Alfonso de Valladolid, auteur de pamphlets  antijudaïques néoplatoniciens.

## Vie
Selon Paul de Burgos, il s'est converti à l'âge de 60 ans.